# Zodarion reticulatum
Zodarion reticulatum là một loài nhện trong họ Zodariidae.
Loài này thuộc chi Zodarion. Zodarion reticulatum được Wladislaus Kulczynski miêu tả năm 1908.